# حقوق بشر در بولیوی
حقوق بشر در بولیوی (انگلیسی: Human rights in Bolivia) در عمل نادیده گرفته شده‌است، بااینکه قانون اساسی و قوانین بولیوی به لحاظ فنی طیف وسیعی از حقوق بشر را تضمین می‌کند، اما در عمل این حقوق اغلب نادیده گرفته شده و اجرا و رعایت نمی‌شوند. به گفته بنیاد توسعه پایدار، «در نتیجه نقض‌های دائمی حقوق توسط دولت بولیوی علیه مردم آن، احساس ناامیدی و خشم قابل ملاحظه ای در سراسر کشور بوجود آمده‌است».

## گزارش‌ها

### وزارت خارجه آمریکا
براساس گزارش وزارت امور خارجه ایالات متحده در سال ۲۰۱۰، مشکلات اصلی حقوق بشر در این کشور، عبارتند از: قتل و شکنجه توسط نیروهای امنیتی؛ شرایط سخت زندان؛ اتهاماتی مبنی بر دستگیری و بازداشت خودسرانه؛ یک سیستم قضایی ناکارآمد فاسد با تعداد پرونده‌های بیش از ظرفیت رسانه‌های «نیمه آزاد» فساد و عدم شفافیت در دولت؛ قاچاق انسان، وجود کودکان کار، کار اجباری؛ و شرایط سخت کار در بخش معدن.

### دیده‌بان حقوق بشر
طبق گزارش دیده‌بان حقوق بشر، دولت رئیس‌جمهور «اوو مورالس» یک محیط خصمانه علیه مدافعان حقوق بشر ایجاد کرده‌است که توانایی آنها را در کار مستقل تضعیف می‌کند. تهدیدات علیه استقلال قضایی، خشونت علیه زنان و کار کودکان، از دیگر نگرانی‌های عمده است.

### مجله اکونومیست
مجله اکونومیست مورخ اول دسامبر ۲۰۱۷ گزارش داد اوو مورالس، رئیس‌جمهور چپ بولیوی در ماه فوریه سال ۲۰۱۶، از رای‌دهندگان خواسته بود تا از طریق همه‌پرسی پاسخ دهند که آیا او می‌تواند برای دور چهارم در سال ۲۰۱۹ در انتخابات ریاست جمهوری شرکت کند؟ آنها پاسخ دادند نه. اما در روز ۲۸ ماه نوامبر همان سال، دادگاه قانون اساسی کشور آنچه را که رأی دهندگان با آن مخالفت کرده بودند، به او داد. با استناد به اینکه آن عبارتی که در قانون اساسی دوره ریاست جمهوری (و دیگر مقاماتی که با رأی مستقیم انتخاب می‌شوند) را به دو دوره محدود می‌کند را، می‌توان نادیده گرفت.

### کمیته ملل متحد
گزارش سال ۲۰۰۱ کمیته ملل متحد علیه شکنجه، قوانین جدید و تلاش‌های دیگر دولت بولیوی برای بهبود حقوق بشر را ستود. اما این گزارش در مورد «ادامه شکایتها در مورد شکنجه و سایر رفتارهای بی رحمانه، غیرانسانی یا تحقیرآمیز که در بسیاری از موارد به مرگ منجر می‌شود، هم در مراکز پلیس و هم در زندان‌ها و قرارگاه‌های نظامی» ابراز نگرانی کرد. موارد دیگر عبارتند از: مصونیت ارائه شده به ناقضان حقوق بشر … ناشی از عدم تحقیق در مورد شکایات و کندی و ناکافی بودن چنین تحقیقاتی؛ فقدان اجرای قوانینی که حداکثر دوره بازداشت دستگیرشدگان را مشخص می‌کند؛ شرایط زندان؛ «اقدامات انضباطی» گاه مرگبار برای سربازان؛ "استفاده بیش از حد و غیرمتناسب از زور و سلاح گرم توسط پلیس ملی و نیروهای مسلح در سرکوب تظاهرات‌های جمعی؛ آزار و اذیت فعالان حقوق بشر؛ و بازگرداندن پناهندگان به پرو بدون رعایت روال‌های اداری.